# Santa (telenovela)
Santa fue una telenovela mexicana, producida por Irene Sabido para Televisa y emitida en el año de 1978. Protagonizada por Tina Romero, Sergio Jiménez y Manuel Ojeda. Está basada en Santa, novela escrita por Federico Gamboa, de la cual se habían hecho, previamente, tres versiones cinematográficas.

## Argumento
En el siglo XIX, el escritor Federico Gamboa llega a un burdel que es manejado por Elvira y en donde trabaja Santa, considerada la reina de ese lugar. Gamboa le pide a Santa que le cuente su historia, la cual inicia cuando ella nació en la localidad de Chimalistac (ubicada en la Delegación Álvaro Obregón, en México, D. F.), y se crio muy feliz junto a su familia, de la que se gana el repudio cuando se relaciona con un soldado, que la deja embarazada y abandonada. Posteriormente, Santa pierde a su hijo y, como ya no cuenta con el apoyo de su familia, deambula unos días en la calle sin tener a donde ir. Más tarde encuentra a una mujer que le ofrece trabajo y le da una dirección, Santa acude al lugar sin imaginar que el trabajo era de prostituta. Sin embargo, al verse en necesidad económica, no tiene más remedio que aceptar la propuesta de la mujer. Ya establecida en el burdel, Santa se hace amiga de “La Gaditana” y de Hipólito, un pianista ciego. Después conoce a “El Jarameño”, un torero que se enamoró de Santa y le propone matrimonio, pero ella se niega. Entonces, Santa le pide ayuda a Hipólito para salvarla. Esto conducirá a un final trágico e inesperado.

## Elenco
- Tina Romero .... Santa
- Sergio Jiménez .... Hipólito
- Manuel Ojeda .... Federico Gamboa
- Alicia Palacios .... Elvira
- Luis Miranda .... Jarameño
- Rosenda Monteros .... Lázara
- Mario Casillas .... Marcelino Beltrán
- Margarita Sanz
- Magda Guzmán
- Arturo Beristáin
- Dina de Marco .... Pepa
- Eduardo Liñán .... Arturo Crespo

## Versiones
- Santa (1932): Considerada la primera película del cine sonoro mexicano. Dirigida por Antonio Moreno y protagonizada por Lupita Tovar, como Santa, Carlos Orellana, como Hipólito, y Juan José Martínez Casado, como “El Jarameño”.
- Santa (1943): Película mexicana dirigida por Norman Foster y Alberto Gómez de la Vega y protagonizada por Esther Fernández, como Santa, Ricardo Montalbán, como “El Jarameño” y  José Cibrián, como Hipólito.
- Santa (1969): Película mexicana dirigida por Emilio Gómez Muriel y protagonizada por Julissa, en el papel de Santa.